# Iván Azócar
Iván Azócar (Talca, 1 de octubre de 1939-Ibidem,18 de julio de 2012) fue un futbolista chileno que jugó de defensa central, reconocido por jugar durante toda su carrera en Rangers de Talca.

## Trayectoria
Formado en el equipo amateur Talca National, debutó en el profesionalismo el 17 de marzo de 1958 por Rangers frente a Palestino por el torneo de Primera División. Por Rangers jugó toda su carrera y formó parte de algunas de las campañas más importantes del equipo rojinegro, como los son los campeonatos de 1963, 1965, además del vicecampeonato en el torneo de 1969, que los llevó a lograr el hito más grande de la historia del club: la participación en la Copa Libertadores de 1970; un hecho histórico del club piducano puesto que es su única participación en dicho campeonato.
Cabe destacar que en todos los torneos, Iván fue una de las piezas fundamentales del club, siendo reconocido por sus grandes habilidades en la defensa. Sus años en Rangers lo llevaron a tener la capitanía en varias oportunidades y también a compartir equipo con algunos de los jugadores más importantes en la historia del club, entre ellos el máximo goleador histórico Juán Soto, el único máximo goleador en primera división Héctor Scandolli, y otros importantes miembros del club que actualmente son recordados como ídolos. En Rangers, además ostenta el récord de partidos jugados por la institución: 411 partidos.
Se retiró del fútbol profesional el 13 de marzo de 1977, en un partido de Rangers versus Universidad de Chile por la Copa Chile de dicho año.
Es, sin duda alguna, el máximo ídolo de Rangers, su gran cantidad de años en el club talquino, además de su buen juego, generaron un enorme cariño y respeto por parte de los hinchas, quienes hasta la actualidad lo reconocen como una importante pieza de la historia del centenario club.

## Vida después del retiro
Luego de finalizar su carrera en Rangers, se integra a jugar por el club amateur talquino Internacional Atlético Comercio.
Fue nombrado Hijo Ilustre de Talca el día 11 de mayo de 2012, junto con Arturo Rodenak.
Murió la madrugada del 18 de julio de 2012 tras sufrir un paro cardiorrespiratorio en el Hospital Regional de Talca.

## Clubes
| Club    | País  | Año       |
| ------- | ----- | --------- |
| Rangers | Chile | 1958-1977 |

## Goles
| Rival          | Estadio     | Fecha                  |
| -------------- | ----------- | ---------------------- |
| Audax Italiano | Santa Laura | 4 de noviembre de 1961 |

## Palmarés

### Distinciones individuales
| Distinción                                                  | Año  |
| ----------------------------------------------------------- | ---- |
| Incluido en el equipo ideal de todos los tiempos de Rangers | 2002 |